# Soubassement
Soubassement est un terme d’architecture, il peut désigner deux choses :

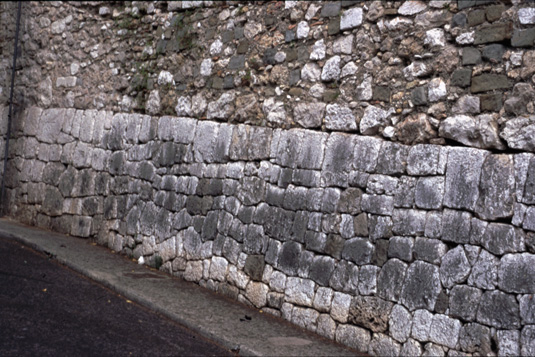
Soubassement d'un mur de soutènement dans la montée du château à Nice.

- partie inférieure des murs d’une construction reposant sur les fondations d’un édifice ;
- socle continu régnant à la base d’une façade, d’une rangée de colonnes ou d’une statue.